# El Caballero de la Cruz
El Caballero de la Cruz es el nombre con el que se conoce a dos libros de caballerías, el español Lepolemo, de Alonso de Salazar, y su continuación italiana Leandro el Bel, de Pietro Lauro, que fue traducida al español y durante mucho tiempo se creyó una obra original española escrita por Pedro de Luján, hasta que Henry Thomas descubrió que se trataba de una traducción.
En el escrutinio de la biblioteca de Don Quijote, Cervantes menciona El Caballero de la Cruz, pero no aclara a cuál de las dos obras se refiere. El cura Pero Pérez condena el libro a la hoguera, diciendo «Por nombre tan santo como este libro tiene se podía perdonar su ignorancia; mas también se suele decir, “tras la cruz está el diablo”: vaya al fuego».